# Apiro
Apiro is een gemeente in de Italiaanse provincie Macerata (regio Marche) en telt 2430 inwoners (31-12-2004). De oppervlakte bedraagt 53,7 km², de bevolkingsdichtheid is 45 inwoners per km².
De volgende frazioni maken deel uit van de gemeente: Frontale, Casalini.

## Demografie
Apiro telt ongeveer 913 huishoudens. Het aantal inwoners daalde in de periode 1991-2001 met 2,8% volgens cijfers uit de tienjaarlijkse volkstellingen van ISTAT.
| Jaar | Inwoneraantal |
| ---- | ------------- |
| 1991 | 2500          |
| 2001 | 2431          |

## Geografie
De gemeente ligt op ongeveer 516 m boven zeeniveau.
Apiro grenst aan de volgende gemeenten: Cingoli, Cupramontana (AN), Matelica, Poggio San Vicino, San Severino Marche, Serra San Quirico (AN), Staffolo (AN).